# Кудрявцева, Алла Александровна
А́лла Алекса́ндровна Кудря́вцева (родилась 3 ноября 1987 года в Москве, РСФСР, СССР) — российская теннисистка; победительница десяти турниров WTA (один — в одиночном разряде); финалистка одиночного турнира Orange Bowl (2004).

## Общая информация
Алла — старшая дочь Галины и Александра Кудрявцевых; её брата зовут Платон. Мама некогда работала учителем химии, а отец, в составе сборной СССР, становился чемпионом мира по греко-римской борьбе в 1980-е годы.
Кудрявцева обучалась в московском ГЦОЛИФК.
Первые шаги в теннисе россиянка сделала в семь лет. Любимый удар — форхенд, любимое покрытие — хард.
В июле 2018 года вышла замуж. У Аллы двое детей: в декабре 2018 года она родила сына, а в августе 2022 года на свет появился второй ребёнок.

## Спортивная карьера

### Начало карьеры
Первый титул на турнирах из цикла ITF в парном разряде Кудрявцева завоевала в 2004 году. В основных соревнованиях WTA-тура она впервые сыграла в августе 2005 года, пройдя через квалификацию на турнир в Стокгольме. В первом матче на столь высоком уровне Алла проиграла француженке Северин Бельтрам. В начале сентября того же года она выиграла первый во взрослой карьере одиночный титул ITF на 25-тысячнике в Балашихе. Впервые попасть в четвертьфинал WTA Кудрявцевой удаётся в сентябре 2006 года на турнире в Калькутте.
В январе 2007 года 20-летняя россиянка дебютировала в основной сетке турнира серии Большого шлема, пройдя квалификационный отбор на Открытый чемпионат Австралии. В первом раунде она сыграла упорный матч против финской теннисистки Эммы Лайне, сломив её сопротивление со счётом 6-4, 5-7, 9-7. Во втором раунде она легко уступила Мартине Хингис. После этого турнира она вошла в топ-100 одиночного рейтинга. В феврале Алла сыграла первый финал WTA в парном разряде. Произошло это на турнире в Бангалоре, где она выступила в партнёрстве с Се Шувэй. На следующем Большом шлеме — Открытом чемпионате Франции Кудрявцева смогла пройти в третий раунд, начав свои выступления с квалификации. Путь дальше для неё закрыла вторая сеянная Мария Шарапова. В июне россиянка вышла в четвертьфинал турнира в Барселоне. Первые для неё Уимблдонский турнир и Открытый чемпионат США завершились в первом раунде. В сентябре Кудрявцева завоевала дебютный трофей WTA, выиграв совместно с Ваней Кинг парные соревнования в Калькутте. В ноябре того же года Павлюченкова совместно с Анастасией Павлюченковой выиграла парные соревнования на 100-тысячнике ITF в Пуатье.
На Открытом чемпионате Австралии 2008 года Кудрявцева выбыла уже в первом раунде. В конце февраля он вышел в четвертьфинал турнира в Мемфисе. Ролан Гаррос для неё тоже завершается в первом раунде. Зато на Уимблдонском турнире Кудрявцевой удалось пройти в четвёртый раунд. На своём пути она смогла обыграть Екатерину Макарову, вторую ракетку мира Марию Шарапову со счётом 6-2, 6-4 и китаянку Пэн Шуай. В борьбе за выход в четвертьфинал Алла проигрывает ещё одной соотечественнице Надежде Петровой. В июле она смогла выйти в парный финал в Палермо, пройдя туда в команде с Анастасией Павлюченковой. На Открытом чемпионате США Алла проигрывает уже на старте турнира.

### 2009—2012

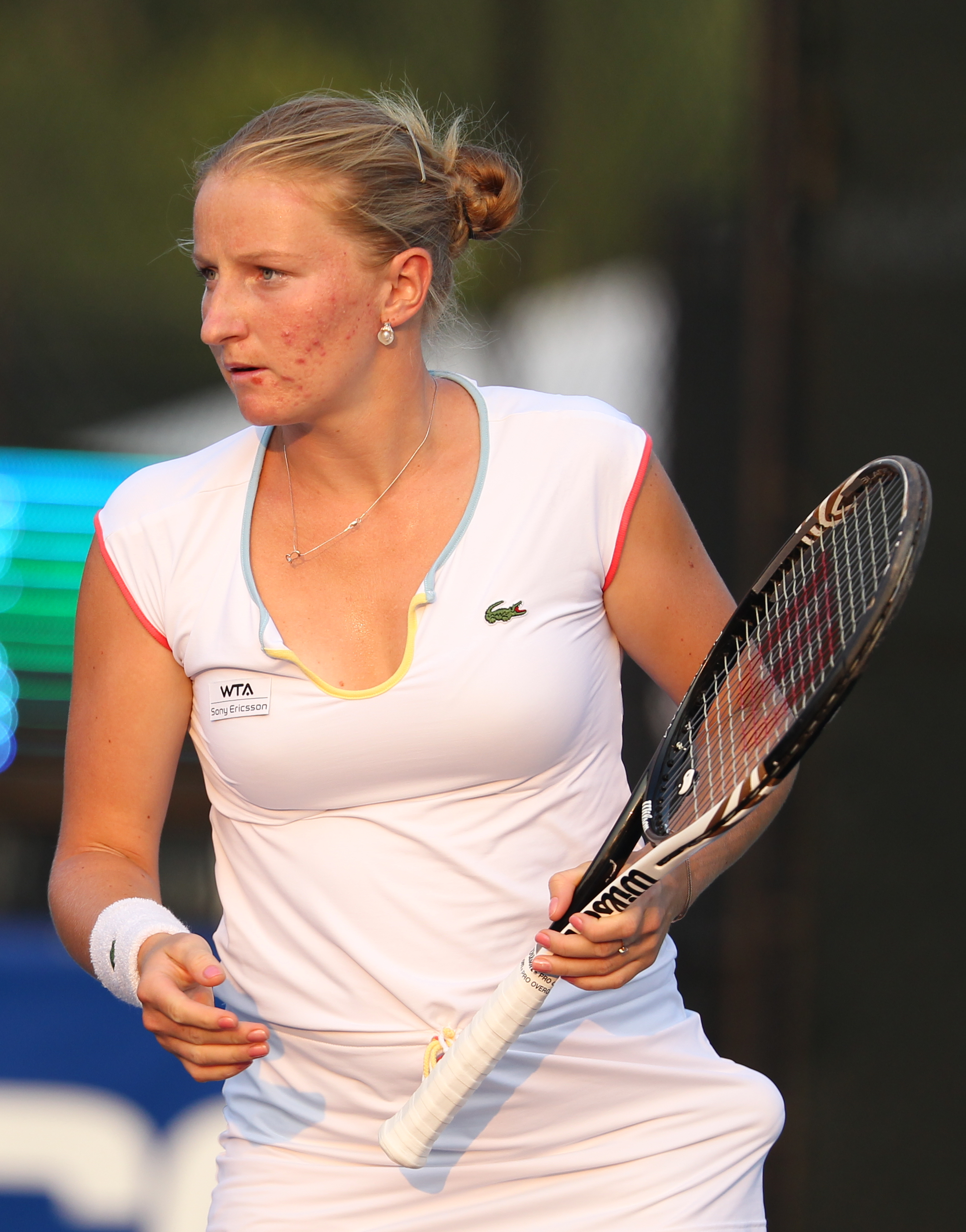
Кудрявцева на турнире в Вашингтоне 2011 года

На турнирах Большого шлема в 2009 году Кудрявцева преодолела первый раунд только во Франции, где она вышла во второй раунд. Дважды за тот сезон она выходит в четвертьфинал: в июле в Бостаде и в сентябре в Квебеке. В октябре на турнире в Пекине с соотечественницей Екатериной Макаровой она добралась до парного финала.
На Открытом чемпионате Австралии сезона 2010 года Кудрявцева вышла во второй раунд. В апреле она единственный раз сыграла в составе сборной России в розыгрыше Кубка Федерации. В полуфинальной встрече против команды США она проиграла две своих встречи (одиночную и парную) и россиянки уступили с общим счётом 2-3. В мае в дуэте с Анастасией Родионовой Алла вышла в парный финал турнира в Страсбурге. На Ролан Гаррос она выбыла в первом раунде. В июне в партнёрстве с Родионовой она выиграла парный приз турнира в Хертогенбосе. На Уимблдоне Кудрявцева вышла во второй раунд, а на Открытом чемпионате она проиграла уже на старте. В сентябре она успешно сыграла на небольших турнирах WTA-тура. Сначала Алла вышла в финал турнира в Гуанчжоу, ставшим первым в одиночном разряде на турнирах ассоциации. В титульном матче она проиграла Ярмиле Грот со счётом 1-6, 4-6. Уже через неделю Кудрявцева вышла во второй финальный матч подряд на турнире в Ташкенте. На этот раз она смогла победить и выиграть дебютный одиночный трофей WTA. В финале она переиграла соотечественницу Елену Веснину — 6-4, 6-4. Благодаря этим результатам Алла к началу октября смогла подняться в рейтинге на 56-ю строчку женского рейтинга.
На Австралийском чемпионате 2011 года Кудрявцева проиграла в первом раунде. В феврале ей удалось выиграть парный титул турнира в Мемфисе в альянсе с Ольгой Говорцовой. В грунтовой части сезона лучшим достижением Аллы стал выход в апреле в четвертьфинал турнира в Оэйраше. На Ролан Гаррос она проиграла на старте. В июне Говорцова и Кудрявцева выиграли совместный парный титул на травяном турнире в Бирмингеме. На Уимблдоне Алла в первом раунде уступила китаянке Ли На. Ещё в один парный финал в дуэте с Говорцовой она попала в августе на турнире в Вашингтоне, но на это раз их команда главный приз завоевать не смогла. На Открытом чемпионате США у Кудрявцевой получилось выйти в третий раунд. Путь дальше ей преградила немка Анжелика Кербер. В сентябре Алла вышла на защиту прошлогоднего титула в Ташкенте, но на этот раз смогла дойти до полуфинала турнира.
В январе 2012 года Кудрявцева на Открытом чемпионате Австралии впервые вышла в четвертьфинал Большого шлема, выступая в парном разряде совместно с Екатериной Макаровой. Одиночный турнир завершился для неё в первом же раунде. На Уимблдоне Алла в смешанном парном разряде также вышла в четвертьфинал, сыграв в одной команде с Полом Хенли. Из-за низкого одиночного рейтинга в индивидуальных соревнованиях Большого шлема Кудрявцева вынуждена пробиваться в основной турнир через квалификацию и на Открытом чемпионате США ей это удалось, однако россиянка уже в первом раунде вынуждена была закончить своё выступление.

### 2013—2021

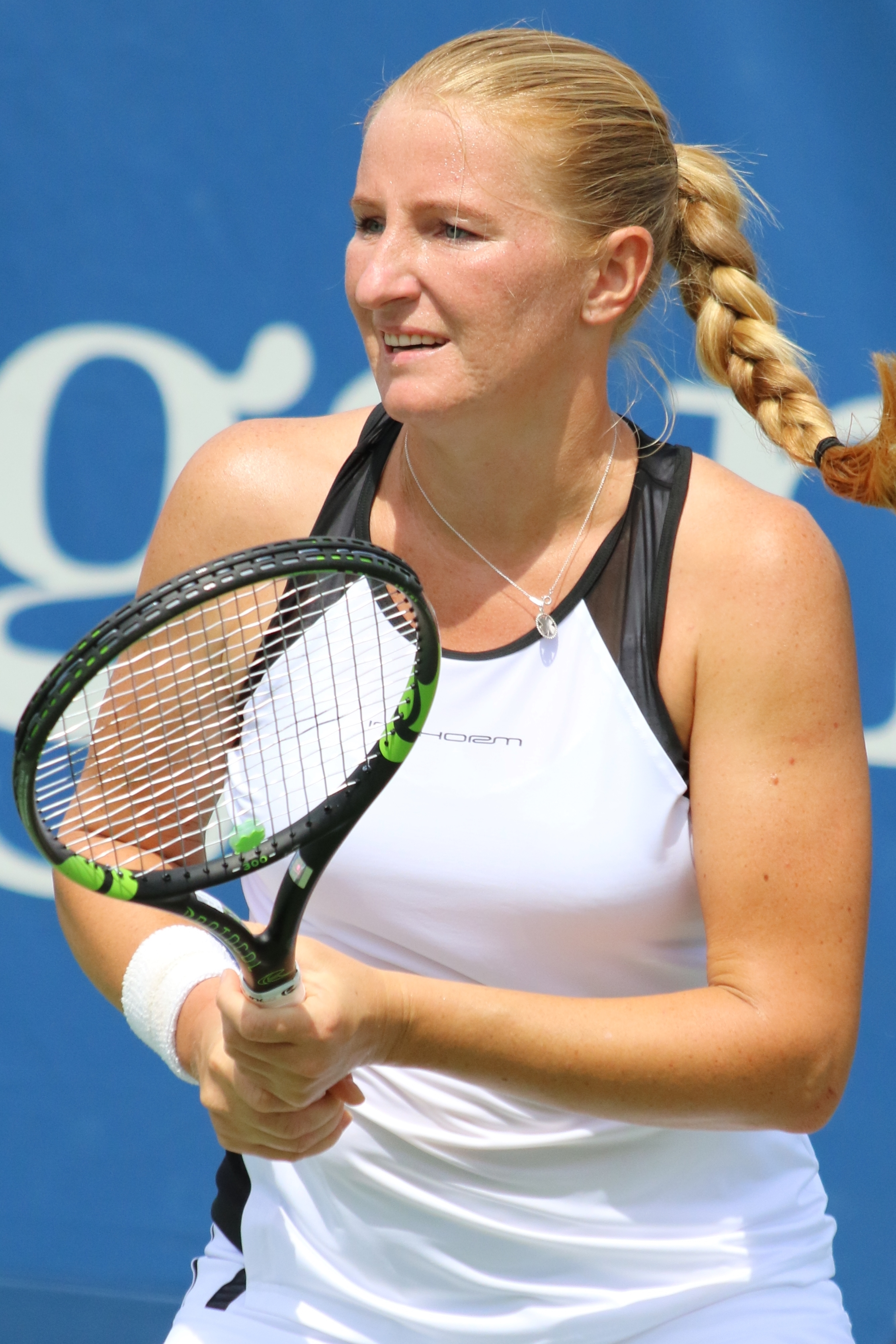
Кудрявцева на Открытом чемпионате США 2016 года

В сентябре 2013 года Кудрявцева выиграла парный трофей турнира в Квебеке в партнёрстве с Анастасией Родионовой из Австралии. В октябре их дуэт смог достичь финала Кубка Кремля в Москве.
В январе 2014 года Кудрявцева и Родионова выиграли парный приз турнира в Брисбене. На Открытом чемпионате Австралии, выиграв квалификационный отбор, Алла впервые за два года сыграла в основной сетке одиночных соревнований Большого шлема. В первом раунде она переиграла Каролин Гарсию из Франции, а во втором проиграла сеянной девятой Анжелике Кербер из Германии. После Австралии Кудрявцева и Родионова сыграли в финале в парном разряде на турнире в Паттайе. В конце февраля они выиграли парные соревнования на премьер-турнире в Дубае. Летом на Уимблдонском турнире Кудрявцева и Родионова смогли пройти в четвертьфинал. На Открытом чемпионате США Кудрявцева смогла пройти квалификацию в одиночный турнир. В основной сетке она выиграла первый матч и прошла во второй раунд, где, как и в Австралии, проиграла Анжелике Кербер. После чемпионата США Кудрявцева в парном женском рейтинге достигла 15-го места. Осенью в дуэте с Родионовой она смогла победить в парном разряде на турнире в Тяньцзине. По итогам сезона их дуэт попал на Итоговый турнир WTA среди парных игроков. Здесь они выиграли свой четвертьфинальный матч у Елены Веснины и Екатерины Макаровой, но в полуфинале проиграли Пэн Шуай и Се Шувэй.
В январе 2015 года Кудрявцева в качестве лаки-лузера попала на турнир в Брисбене и смогла там доиграть до четвертьфинала. На Открытом чемпионате Австралии она проиграла в первом же раунде. В сентябре на Открытом чемпионате США Алла смогла достичь четвертьфинала парных соревнований в альянсе с Анастасией Павлюченковой.
На Открытом чемпионате Австралии 2016 года Кудрявцева также выходит в четвертьфинал в парном разряде, выступив на этот раз в команде с Ваней Кинг. В одиночных соревнованиях Алла впервые в сезоне вышла в четвертьфинал WTA в мае на турнире в Страсбурге, начав его с квалификации. В дуэте с американкой Ваней Кинг она вышла в парный финал травяного турнира в Бирмингеме в июне. Лучше всего на Уимблдоне в том сезоне Кудрявцева выступила в миксте, пройдя в четвертьфинал в команде с американским теннисистом Скоттом Липски. В сентябре в дуэте с Александрой Пановой она вышла в парный финал в Квебеке.
В партнёрстве с ещё одной россиянкой Анной Блинковой в июне 2017 года Кудрявцева выиграла парные соревнования на 100-тысячнике из цикла ITF в Илкли. В июле она вышла в парный финал уже турнира WTA в Наньчане, выступив там совместно с Ариной Родионовой из Австралии.
В начале февраля на турнире в Санкт-Петербурге в парном разряде Алла вместе с Катариной Среботник дошла до финала, но их дуэт не смог в решающем матче переиграть Тимею Бачински и Веру Звонарёву. В апреле вместе с Катариной Среботник удалось выиграть Премьер-турнир в Чарлстоне (США), в финале обыграв пару Андрея Клепач и Мария Хосе Мартинес Санчес со счётом 6:3, 6:3. Этот титул стал девятым в карьере Кудрявцевой на парных соревнованиях основного тура.
Кудрявцева выступала до 2021 года и в ноябре объявила о завершении карьеры.

## Итоговое место в рейтинге WTA по годам
| Год  | Одиночный рейтинг | Парный рейтинг |
| 2020 |                   | 341            |
| 2018 | 681               | 54             |
| 2017 | 351               | 71             |
| 2016 | 138               | 25             |
| 2015 | 170               | 29             |
| 2014 | 98                | 18             |
| 2013 | 176               | 31             |
| 2012 | 208               | 73             |
| 2011 | 104               | 39             |
| 2010 | 61                | 41             |
| 2009 | 90                | 33             |
| 2008 | 71                | 49             |
| 2007 | 90                | 56             |
| 2006 | 138               | 115            |
| 2005 | 216               | 210            |
| 2004 | 809               | 346            |
| 2003 | 847               |                |

## Выступления на турнирах

### Финалы турнировWTAв одиночном разряде (2)

#### Победы (1)
| Легенда: До 2009 года       | Легенда: С 2009 года  |
| --------------------------- | --------------------- |
| Турниры Большого шлема (0)* |                       |
| Олимпиада (0)               |                       |
| Итоговый турнир WTA (0)     |                       |
| 1-я категория (0)           | Premier Mandatory (0) |
| 2-я категория (0)           | Premier 5 (0)         |
| 3-я категория (0+1)         | Premier (0+3)         |
| 4-я категория (0)           | International (1+5)   |
| 5-я категория (0)           | International (1+5)   |

| Титулы по покрытиям | Титулы по месту проведения матчей турнира |
| ------------------- | ----------------------------------------- |
| Хард (1+5)*         | Зал (0+3)                                 |
| Грунт (0+1)         | Зал (0+3)                                 |
| Трава (0+2)         | Открытый воздух (1+6)                     |
| Ковёр (0+1)         | Открытый воздух (1+6)                     |

* количество побед в одиночном разряде + количество побед в парном разряде.
| №  | Дата             | Турнир              | Покрытие | Соперница в финале | Счёт    |
| 1. | 25 сентября 2010 | Ташкент, Узбекистан | Хард     | Елена Веснина      | 6-4 6-4 |

#### Поражения (1)
| №  | Дата             | Турнир          | Покрытие | Соперница в финале | Счёт    |
| 1. | 19 сентября 2010 | Гуанчжоу, Китай | Хард     | Ярмила Грот        | 1-6 4-6 |

### Финалы турнировITFв одиночном разряде (10)

#### Победы (2)
| Легенда:                    |
| --------------------------- |
| 100.000 USD (0+2)*          |
| 80.000 (75.000)** USD (0+1) |
| 60.000 (50.000)** USD (0+5) |
| 25.000 USD (1+4)            |
| 15.000 (10.000)** USD (1+3) |

** призовой фонд до 2017 года
| Титулы по покрытиям | Титулы по месту проведения матчей турнира |
| ------------------- | ----------------------------------------- |
| Хард (1+10)*        | Зал (0+4)                                 |
| Грунт (1+4)         | Зал (0+4)                                 |
| Трава (0+1)         | Открытый воздух (2+11)                    |
| Ковёр (0)           | Открытый воздух (2+11)                    |

* количество побед в одиночном разряде + количество побед в парном разряде.
| №  | Дата            | Турнир           | Покрытие | Соперница в финале | Счёт           |
| 1. | 4 сентября 2005 | Балашиха, Россия | Грунт    | Василиса Бардина   | 2-6 7-5 6-4    |
| 2. | 27 января 2013  | Эйлат, Израиль   | Хард     | Ралука Олару       | 6-7(4) 6-3 6-2 |

#### Поражения (8)
| №  | Дата            | Турнир                    | Покрытие   | Соперница в финале | Счёт          |
| 1. | 10 июля 2005    | Филикстоу, Великобритания | Трава      | Ярмила Гайдошова   | 5-7 1-6       |
| 2. | 6 ноября 2005   | Пусан, Южная Корея        | Хард       | Ким Со Джон        | 6-3 1-6 2-6   |
| 3. | 5 марта 2006    | Лас-Пальмас, Испания      | Хард       | Кирстен Флипкенс   | 1-6 4-6       |
| 4. | 25 марта 2006   | Санкт-Петербург, Россия   | Хард (зал) | Альберта Брианти   | 1-6 4-6       |
| 5. | 29 октября 2006 | Пекин, Китай              | Хард (зал) | Марина Эракович    | 2-6 1-6       |
| 6. | 22 апреля 2007  | Дотан, США                | Грунт      | Чжань Юнжань       | 4-6 2-6       |
| 7. | 5 июня 2015     | Истборн, Великобритания   | Трава      | Анетт Контавейт    | 6-7(4) 6-7(2) |
| 8. | 7 февраля 2016  | Лонсестон, Австралия      | Хард       | Хань Синьюнь       | 1-6 1-6       |

### Финалы турнировWTAв парном разряде (20)

#### Победы (9)
| №  | Дата             | Турнир                    | Покрытие    | Партнёрша           | Соперницы в финале                       | Счёт              |
| 1. | 23 сентября 2007 | Калькутта, Индия          | Хард (зал)  | Ваня Кинг           | Альберта Брианти Мария Корытцева         | 6-1 6-4           |
| 2. | 18 июня 2010     | Хертогенбос, Нидерланды   | Трава       | Анастасия Родионова | Ваня Кинг Ярослава Шведова               | 3-6 6-3 [10-6]    |
| 3. | 19 февраля 2011  | Мемфис, США               | Хард (зал)  | Ольга Говорцова     | Андреа Главачкова Луция Градецкая        | 6-3 4-6 [10-8]    |
| 4. | 12 июня 2011     | Бирмингем, Великобритания | Трава       | Ольга Говорцова     | Роберта Винчи Сара Эррани                | 1-6 6-1 [10-5]    |
| 5. | 15 сентября 2013 | Квебек, Канада            | Ковёр (зал) | Анастасия Родионова | Андреа Главачкова Луция Градецкая        | 6-4 6-3           |
| 6. | 4 января 2014    | Брисбен, Австралия        | Хард        | Анастасия Родионова | Галина Воскобоева Кристина Младенович    | 6-3 6-1           |
| 7. | 22 февраля 2014  | Дубай, ОАЭ                | Хард        | Анастасия Родионова | Ракель Копс-Джонс Абигейл Спирс          | 6-2 5-7 [10-8]    |
| 8. | 12 октября 2014  | Тяньцзинь, Китай          | Хард        | Анастасия Родионова | Андрея Клепач Сорана Кырстя              | 6-7(6) 6-2 [10-8] |
| 9. | 8 апреля 2018    | Чарлстон, США             | Грунт       | Катарина Среботник  | Андрея Клепач Мария Хосе Мартинес Санчес | 6-3 6-3           |

#### Поражения (11)
| №   | Дата             | Турнир                    | Покрытие    | Партнёрша              | Соперницы в финале                 | Счёт              |
| 1.  | 18 февраля 2007  | Бангалор, Индия           | Хард        | Се Шувэй               | Чжань Юнжань Чжуан Цзяжун          | 7-6(4) 2-6 [9-11] |
| 2.  | 13 июля 2008     | Палермо, Италия           | Грунт       | Анастасия Павлюченкова | Нурия Льягостера Вивес Сара Эррани | 6-2 6-7(1) [4-10] |
| 3.  | 11 октября 2009  | Пекин, Китай              | Хард        | Екатерина Макарова     | Пэн Шуай Се Шувэй                  | 3-6 1-6           |
| 4.  | 23 мая 2010      | Страсбург, Франция        | Грунт       | Анастасия Родионова    | Ваня Кинг Ализе Корне              | 6-3 4-6 [7-10]    |
| 5.  | 31 июля 2011     | Колледж-парк, США         | Хард        | Ольга Говорцова        | Саня Мирза Ярослава Шведова        | 3-6 3-6           |
| 6.  | 20 октября 2013  | Москва, Россия            | Хард (зал)  | Анастасия Родионова    | Светлана Кузнецова Саманта Стосур  | 1-6 6-1 [8-10]    |
| 7.  | 2 февраля 2014   | Паттайя, Таиланд          | Хард        | Анастасия Родионова    | Пэн Шуай Чжан Шуай                 | 6-3 6-7(5) [6-10] |
| 8.  | 19 июня 2016     | Бирмингем, Великобритания | Трава       | Ваня Кинг              | Каролина Плишкова Барбора Стрыцова | 3-6 6-7(1)        |
| 9.  | 18 сентября 2016 | Квебек, Канада            | Ковёр (зал) | Александра Панова      | Андреа Главачкова Луция Градецкая  | 6-7(2) 6-7(2)     |
| 10. | 30 июля 2017     | Наньчан, Китай            | Хард        | Арина Родионова        | Тан Цяньхуэй Цзян Синьюй           | 3-6 2-6           |
| 11. | 4 февраля 2018   | Санкт-Петербург, Россия   | Хард (зал)  | Катарина Среботник     | Тимея Бачински Вера Звонарёва      | 6-2 1-6 [3-10]    |

### Финалы турнировITFв парном разряде (19)

#### Победы (15)
| №   | Дата            | Турнир                | Покрытие   | Партнёрша              | Соперницы в финале                    | Счёт           |
| 1.  | 7 марта 2004    | Мелилья, Испания      | Хард       | Нина Братчикова        | Анастасия Дворникова Ирина Носенко    | 7-5 6-3        |
| 2.  | 18 апреля 2004  | Бол, Хорватия         | Грунт      | Анна Бастрикова        | Виктория Азаренко Ольга Говорцова     | 6-4 6-1        |
| 3.  | 5 марта 2006    | Лас-Пальмас, Испания  | Хард       | Нина Братчикова        | Каролина Косиньская Алиция Росольская | 6-1 6-3        |
| 4.  | 11 марта 2006   | Тельде, Испания       | Грунт      | Нина Братчикова        | Джулия Габба Сара Эррани              | 6-1 6-1        |
| 5.  | 21 мая 2006     | Сен-Годенс, Франция   | Грунт      | Ивана Абрамович        | Мария-Жосе Аржери Летисия Собрал      | 6-2 6-0        |
| 6.  | 12 ноября 2006  | Шэньчжэнь, Китай      | Хард       | Се Шувэй               | Акгуль Аманмурадова Ирода Туляганова  | 2-0 — отказ    |
| 7.  | 10 ноября 2007  | Минск, Беларусь       | Хард (зал) | Анастасия Павлюченкова | Екатерина Иванова Весна Манасиева     | 6-0 6-2        |
| 8.  | 25 ноября 2007  | Пуатье, Франция       | Хард (зал) | Анастасия Павлюченкова | Алиция Росольская Клаудиа Янс         | 2-6 6-4 [10-1] |
| 9.  | 28 октября 2012 | Сагеней, Канада       | Хард (зал) | Габриэла Дабровски     | Мари-Эв Пеллетье Шэрон Фичмен         | 6-2 6-2        |
| 10. | 4 ноября 2012   | Торонто, Канада       | Хард (зал) | Габриэла Дабровски     | Эжени Бушар Джессика Пегула           | 6-2 7-6(2)     |
| 11. | 27 января 2013  | Эйлат, Израиль        | Хард       | Ралука Олару           | Илона Кремень Пемра Озген             | 6-3 6-3        |
| 12. | 3 февраля 2013  | Эйлат, Израиль        | Хард       | Элина Свитолина        | Коринна Дентони Александра Соснович   | 6-1 6-3        |
| 13. | 10 марта 2013   | Ирапуато, Мексика     | Хард       | Ольга Савчук           | Александра Крунич Амра Садикович      | 4-6 6-2 [10-6] |
| 14. | 9 апреля 2017   | Джэксон, США          | Грунт      | Анна Цая               | Алекса Гуарачи Ронит Юровски          | 6-2 6-0        |
| 15. | 24 июня 2017    | Илкли, Великобритания | Трава      | Анна Блинкова          | Марина Заневская Паула Каня           | 6-1 6-4        |

#### Поражения (4)
| №  | Дата            | Турнир                    | Покрытие   | Партнёрша            | Соперницы в финале                     | Счёт                |
| 1. | 5 сентября 2004 | Балашиха, Россия          | Грунт      | Елена Антипина       | Елена Веснина Мария Головизнина        | 5-7 4-6             |
| 2. | 27 марта 2005   | Санкт-Петербург, Россия   | Хард (зал) | Екатерина Косминская | Нина Братчикова Екатерина Макарова     | 6-7(2) 2-6          |
| 3. | 9 июля 2005     | Филикстоу, Великобритания | Трава      | Ярмила Гайдошова     | Лиэнн Бейкер Франческа Лубьяни         | 1-6 6-4 2-3 — отказ |
| 4. | 24 марта 2006   | Санкт-Петербург, Россия   | Хард (зал) | Юлия Бейгельзимер    | Анастасия Павлюченкова Юлия Солоницкая | 1-6 4-6             |

## История выступлений на турнирах
| Турнир                       | 2006  | 2007  | 2008  | 2009  | 2010  | 2011  | 2012  | 2013  | 2014  | 2015  | 2016  | 2017  | Итог   | В/П за карьеру |
| ---------------------------- | ----- | ----- | ----- | ----- | ----- | ----- | ----- | ----- | ----- | ----- | ----- | ----- | ------ | -------------- |
| Турниры Большого шлема       |       |       |       |       |       |       |       |       |       |       |       |       |        |                |
| Открытый чемпионат Австралии | К     | 2Р    | 1Р    | 1Р    | 2Р    | 1Р    | 1Р    | К     | 2Р    | 1Р    | К     | -     | 0 / 8  | 3-8            |
| Открытый чемпионат Франции   | К     | 3Р    | 1Р    | 2Р    | 1Р    | 1Р    | К     | К     | К     | К     | -     | К     | 0 / 5  | 3-5            |
| Уимблдонский турнир          | К     | 1Р    | 4Р    | 1Р    | 2Р    | 1Р    | К     | К     | 1Р    | К     | К     | К     | 0 / 6  | 4-6            |
| Открытый чемпионат США       | К     | 1Р    | 1Р    | 1Р    | 1Р    | 3Р    | 1Р    | К     | 2Р    | К     | К     | К     | 0 / 7  | 3-7            |
| Итог                         | 0 / 0 | 0 / 4 | 0 / 4 | 0 / 4 | 0 / 4 | 0 / 4 | 0 / 2 | 0 / 0 | 0 / 3 | 0 / 1 | 0 / 0 | 0 / 0 | 0 / 26 |                |
| В/П в сезоне                 | 0-0   | 3-4   | 3-4   | 1-4   | 2-4   | 2-4   | 0-2   | 0-0   | 2-3   | 0-1   | 0-0   | 0-0   |        | 13-26          |

К — проигрыш в квалификации.